# عبدالله تاتلی
عبدالله تاتلی (۱۳۲۱ – ۱۹ آذر ۱۴۰۲) نماینده مریوان دوره‌های دوم و سوم مجلس شورای اسلامی بود. او در روز ۱۹ آذر ۱۴۰۲ درگذشت.